# Tutzing
Tutzing est une commune de Haute-Bavière, sur la rive occidentale du lac de Starnberg dans l'arrondissement de Starnberg.
Le navire-musée Tutzing y est amarré, près du Touring Yacht Club.

## Personnalités
- Willem van Hoogstraten (1884-1964), mort à Tutzing
- Erich Ludendorff, mort à Tutzing
- Mathilde Ludendorff, morte à Tutzing
- Sabine Sesselmann (1936-1998), a vécu et est morte à Tutzing